# Helen Barnes
Helen Barnes, nata Helen Gertrude Barnes (Shelton, 5 luglio 1895 – Woodmont, 1º giugno 1925), è stata un'attrice e ballerina statunitense.

## Biografia
Nata nel Connecticut, nella cittadina di Shelton, prima di due sorelle, Helen Barnes proveniva da una famiglia modesta. Suo padre William era un bracciante della Pennsylvania, sua madre Anna era figlia di immigrati scozzesi. Poco dopo la nascita della sorellina Ruth, nata un anno dopo di lei, la famiglia si trasferì a Washington.

### Carriera
A diciannove anni, Helen debuttò a Broadway, al New Amsterdam Theatre, nel corpo di ballo del musical Watch Your Step. Nel maggio 1915, l'attrice si impegnò a prendere parte per quattro anni agli spettacoli annuali delle Ziegfeld Follies, firmando un contratto con Florenz Ziegfeld. Nello stesso anno, fu nel cast di Stop! Look! Listen! che restò in scena al Globe Theatre per quattro mesi.
Nei primi anni venti, Helen Barnes andò in tournée prima in Inghilterra e in Francia e quindi, nel 1922, fece praticamente il giro del mondo, toccando numerosi paesi tra i quali quelli scandinavi, l'Australia, la Nuova Zelanda, l'India, la Birmania, la Thailandia, la Cina, il Giappone, le Hawaii.

### Morte
Helen Barnes morì a soli 29 anni il 1º giugno 1925 a causa di un incidente stradale. L'automobile su cui si trovava, guidata spericolatamente dal suo fidanzato John Griffin, andò fuori strada dopo aver tamponato violentemente un altro veicolo. La macchina si ribaltò più volte e i due occupanti morirono entrambi.

## Spettacoli teatrali
- Watch Your Step (Broadway, 8 dicembre 1914)
- Ziegfeld Follies of 1915 (Broadway, 21 giugno 1915)
- Stop! Look! Listen! (Broadway, 25 dicembre 1915)
- Ziegfeld Follies of 1916 (Broadway, 12 giugno 1916)
- Ziegfeld Follies of 1917, regia di Ned Wayburn (New Amsterdam Theatre, 12 giugno 1917)
- Ziegfeld Follies of 1918 (Broadway, 18 giugno 1918)
- Oh, My Dear! (Broadway, 27 novembre 1918)
- The Five Million (Broadway, 8 luglio 1919)
- An Innocent Idea (Broadway, 25 maggio 1920)
- Ladies' Night, di Avery Hopwood e Charlton Andrews (Broadway, 9 agosto 1920)